# كلوديا جيوفين
كلوديا جيوفين (بالإيطالية: Claudia Giovine)‏ مواليد 18 يوليو 1990 في برينديزي، هي لاعبة كرة مضرب إيطالية وتحتل حالياً المرتبة 420 (19 يناير 2015) في تصنيف رابطة محترفات كرة المضرب. أعلى تصنيف لها في الفردي كان 257. أعلى تصنيف لها في الزوجي كان المركز الـ 190 في سنة 2011.

## النهائيات

### الفردي النهائي: 12 (5-7)
| الحصيلة | الرقم | التاريخ        | الدورة                          | الأرضية | المنافس          | النتيجة         |
| ------- | ----- | -------------- | ------------------------------- | ------- | ---------------- | --------------- |
| الفوز   | 1.    | 27 يوليو 2008  | ييزي، إيطاليا                   | صلبة    | كريستينا كلاني   | 6-2 6-3         |
| الوصافة | 2.    | 14 سبتمبر 2008 | تشامبينو، إيطاليا               | ترابية  | الكسيا فيرجيلي   | 5-7 6-2 2-6     |
| الوصافة | 3.    | 21 يونيو 2009  | مونتيروني دي لتشه، إيطاليا      | ترابية  | إيفانا ليسجاك    | 4-6 2-6         |
| الوصافة | 4.    | 5 أكتوبر 2009  | فودجا، إيطاليا                  | ترابية  | آنا ريموندينا    | 5–7 6–1 6–7     |
| الفوز   | 5.    | 28 فبراير 2010 | بورتيماو، البرتغال              | صلبة    | كيكي بيرتينس     | 3-6 6-2 7-6(1)  |
| الفوز   | 6.    | 8 يوليو 2013   | تورينو، إيطاليا                 | ترابية  | فيديريكا دي سارا | 4-6 7-6 (6) 6-2 |
| الوصافة | 7.    | 9 سبتمبر 2013  | سانتا مارغريتا دي بولا، إيطاليا | ترابية  | أليس ماتيوكي     | 7–5, 2–6, 5–5   |
| الوصافة | 8.    | 23 سبتمبر 2013 | سانتا مارغريتا دي بولا، إيطاليا | ترابية  | أليس بالدوتشي    | 2-6 4-6         |
| الفوز   | 9.    | 20 يناير 2014  | تيناخو، إسبانيا                 | صلبة    | لورا بوس تيو     | 6-3 0-6 6-2     |
| الوصافة | 10.   | 22 سبتمبر 2014 | أنطاليا، تركيا                  | صلبة    | ليزا ماريا موسر  | 5-7 4-6         |
| الفوز   | 11.   | 6 أكتوبر 2014  | سانتا مارغريتا دي بولا، إيطاليا | ترابية  | جودي ويكرينك     | 3-6 3-6         |
| الوصافة | 12.   | 3 نوفمبر 2014  | سانتا مارغريتا دي بولا، إيطاليا | ترابية  | آن شافر          | 0-6 3-6         |

## روابط خارجية
- كلوديا جيوفين على موقع رابطة محترفات التنس (الإنجليزية)
- كلوديا جيوفين على موقع الاتحاد الدولي لكرة المضرب (الإنجليزية)
- كلوديا جيوفين على موقع خلاصة التنس.كوم (الإنجليزية)
- كلوديا جيوفين على موقع إي إس بي إن.كوم (الإنجليزية)